# Hans Hedlund

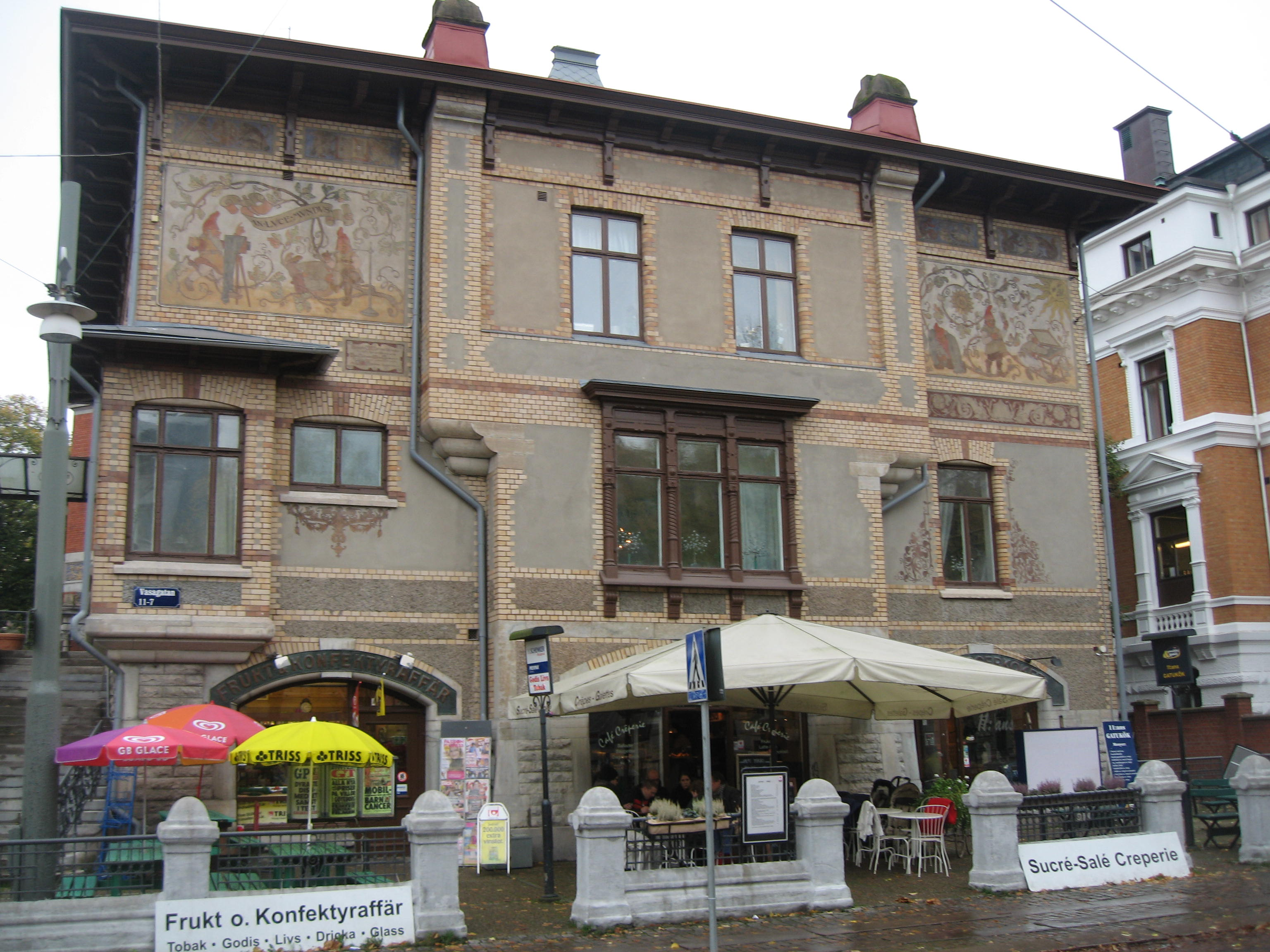
Tomtehuset

Hans Fredrik Hedlund (ur. 24 kwietnia 1855 r. w Ekerö, zm. 8 listopada 1931 r. w Göteborgu) – szwedzki architekt, główny przedstawiciel szwedzkiej secesji w architekturze.

## Życiorys
Był najstarszym synem Carla Andersa i Caroliny z d. Rungs, bratem polityka Henrika Hedlunda oraz bratankiem wydawcy gazet Svena Adolfa Hedlunda. W latach 1871–1875 uczył się na Uniwersytecie Technologicznym Chalmers, następnie studiował na Królewskiej Akademii Sztuk w Sztokholmie (1875–1879). Po studiach podjął pracę u szwedzkiego architekta Victora von Gegerfelta. W 1881 r. ożenił się ze swoją kuzynką Mią, córką Svena Adolfa Hedlunda. W tym samym roku rozpoczął pracę jako niezależny architekt. Był również nauczycielem w szkole rysunku, lektorem, a od 1910 r. profesorem Uniwersytetu Chalmers. Po przejściu na emeryturę w 1921 r., kontynuował pracę na uniwersytecie.

## Ważniejsze budynki
- Göteborgs Realläroverket (obecnie szkoła średnia)
- Saluhallen (hale kupieckie)
- Tomtehuset (willa S.A. Hedlunda)
- krematorium na cmentarzu Östra Kyrkogården
- hotel Kung Karl na Nils Ericksongatan
- Amerikaskjulet (dawny terminal promowy)
- Tinghuset - budynek sądu na Södra Vägen (obecnie gimnazjum)
- budynek biblioteki miejskiej na Haga Kyrkoplan
- kościół przy zamku Tjolöholm

## Nagrobki, pomniki
- John Ericsson
- Viktor Rydberg
- August Röhss